# Vasilisa Melentjeva

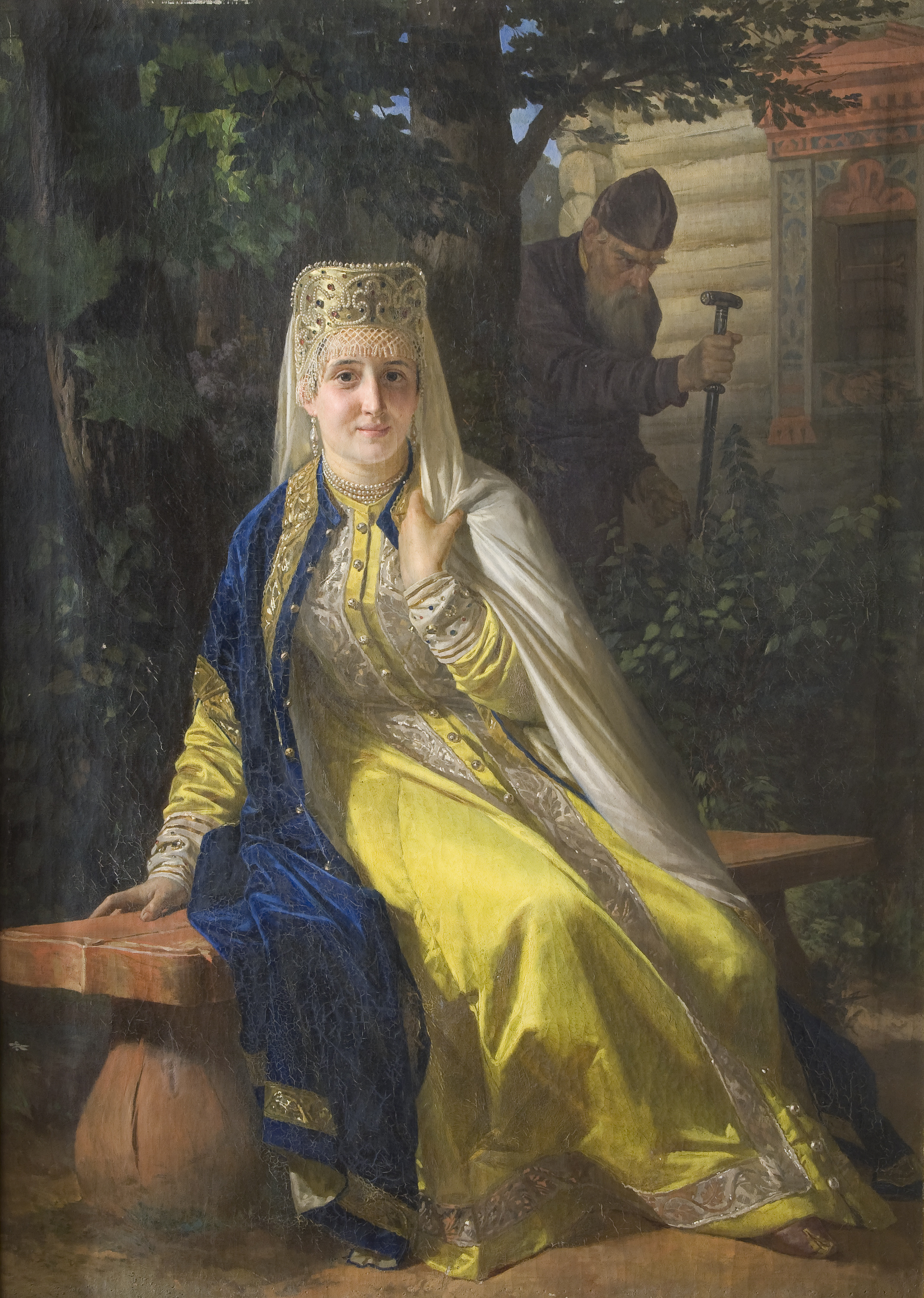
Vasilisa Melentjeva

Vasilisa Melentjeva, var en rysk tsaritsa, gift med tsar Ivan den förskräcklige. Hon är inte historiskt bekräftad. 
Hon uppges ibland ha varit dotter till en slav, och ibland som änkan efter en furste som avled i strid under det livländska kriget. Ivan ska ha blivit förälskad i henne på grund av hennes skönhet. 
Strax efter vigseln ska Ivan ha upptäckt att hon hade ett förhållande med en furst Devletev. Ivan tvingade henne att se på då han spetsade Devletev på påle. Därefter ska hon själv ha blivit inmurad levande i en Korsgång. 
Vasilisa Melentjeva och Maria Dolgorukaja är de enda två av tsar Ivans hustrur som inte är historiskt bekräftade och nämns först under 1800-talet.